# Timothy J. Leahy

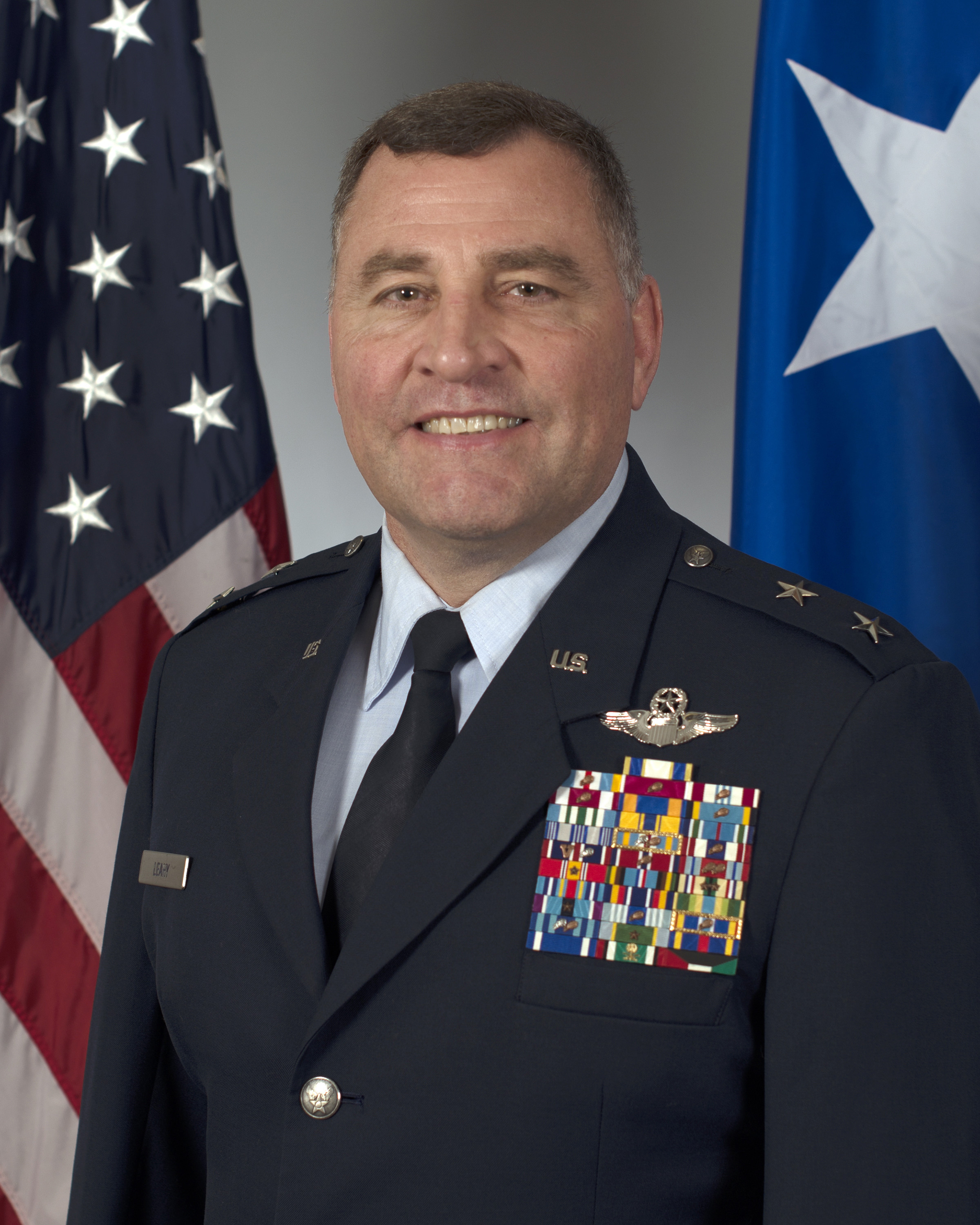
Timothy J. Leahy (2019)

Timothy J. Leahy (* um 1963) ist ein pensionierter Generalmajor der United States Air Force. Er war unter anderem Kommandeur der 2. Luftflotte.
Über das ROTC-Programm des Militärcolleges The Citadel in Charleston in South Carolina gelangte er im Jahr 1985 in das Offizierskorps der United States Air Force. Dort durchlief er anschließend alle Offiziersränge vom Leutnant bis zum Zwei-Sterne-General.
Im Lauf seiner militärischen Karriere absolvierte er verschiedene Kurse und Schulungen. Dazu gehörten unter anderem eine Ausbildung zum Kampfpiloten und weitere Fortbildungskurse als Pilot neuer Flugzeugtypen; die Squadron Officer School auf der Maxwell Air Force Base in Alabama; das Naval Command and Staff College in Newport in Rhode Island; das Naval War College, ebenfalls in Newport; sowie die School of Advanced Airpower Studies und die School of Advanced Airpower Strategies auf der Maxwell AFB. Im weiteren Verlauf absolvierte er das Air War College über einen Fernkurs und das United States Army War College in Carlisle in Pennsylvania. Dann folgten noch verschiedene Kurse wie der Senior Joint Information Operations Course, der Joint Force Air Component Commanders Course und der Joint Flag Officers Warfighting Course. Außerdem erhielt er akademische Grade von der Troy University, der Harvard Kennedy School und der University of North Carolina at Chapel Hill.
In seinen frühen Jahren als Offizier der Luftwaffe war er auf verschiedenen Stützpunkten in den Vereinigten Staaten stationiert. Dabei war er als Pilot, Flugausbilder oder Stabsoffizier bei unterschiedlichen Einheiten tätig. Dazwischen absolvierte er die erwähnten Schulungen. Zwischen Juni 2001 und Juli 2003 kommandierte er als Oberstleutnant auf der Kirtland Air Force Base in New Mexico die 551. Sonderschwadron (551st Special Operations Squadron). Daran schloss sich bis zum Juni 2004 sein Studium am Army War College an. Es folgte eine Versetzung zum Hurlburt Field in Florida. Zwischen Juni 2004 und August 2006 gehörte er dort dem Stab des Air Force Special Operations Commands an. Seit August 2005 war er dessen stellvertretender Kommandeur.
Anschließend blieb Timothy Leahy auf dem Hurlburt Field, war dort zwischen August und November 2006 zunächst stellvertretender Kommandeur des 16. Sondergeschwaders (16th Special Operations Wing) und danach bis zum August 2007 stellvertretender Kommandeur des 1. Sondergeschwaders (1st Special Operations Wing). Nach einer kurzen zwischenzeitlichen Verwendung beim Stab des 58. Geschwaders (58th Special Operations Wing) auf der Kirtland AFB erhielt Leahy im Oktober 2007 auf der Cannon Air Force Base in New Mexico das Kommando über das 27. Sondergeschwader (27th Special Operations Wing), das er bis zum Mai 2009 innehatte.
Danach gehörte er bis zum April 2010 als Special Assistant to the Commander dem Stab des auf der MacDill Air Force Base ansässigen United States Special Operations Command an. Anschließend leitete er bis zum August 2012 dessen kombinierte J7/9-Stabsabteilung. Als Nächstes kehrte er zum Hurlburt Field zurück. Zwischen August 2012 und Juni 2013 kommandierte er dort die 23. Luftflotte (Twenty Third Air Force). Gleichzeitig leitete er die Stabsabteilung für Operationen des Air Force Special Operations Commands.
Seine nächste Mission führte ihn erneut zum Stab des U.S. Special Operations Commands auf der Mac Dill AFB. Zwischen Juli 2013 und Juni 2015 leitete er dessen Stabsabteilung für Operationen. Danach wurde er auf die Maxwell AFB beordert, wo er bis zum August 2017 stellvertretender Leiter der Air University war. Gleichzeitig leitete er eine Unterabteilung dieser Universität (Commander, LeMay Center for Doctrine Development and Education).
Am 23. August 2017 übernahm Timothy Leahy auf der Keesler Air Force Base in Mississippi als Nachfolger von Robert D. LaBrutta das Kommando über die 2. Luftflotte. Dieses Amt bekleidete er bis zum 29. August 2019, als er von Andrea Tullos abgelöst wurde. Anschließend schied er aus dem aktiven Militärdienst aus.
Während seiner aktiven Zeit als Militärpilot absolvierte er über 3200 Flugstunden auf verschiedenen Flugzeugtypen.
Nach seiner Pensionierung wurde er Vorsitzender seiner Firma Leahy Consulting, LLC.

## Daten der Beförderungen
| Abzeichen | Rang               | Jahr              |
| --------- | ------------------ | ----------------- |
|           | Second Lieutenant  | 26. August 1985   |
|           | First Lieutenant   | 26. August 1987   |
|           | Captain            | 26. August 1989   |
|           | Major              | 1. August 1996    |
|           | Lieutenant Colonel | 1. Mai 2000       |
|           | Colonel            | 1. August 2004    |
|           | Brigadier General  | 3. Juni 2010      |
|           | Major General      | 15. November 2013 |

## Orden und Auszeichnungen
Timothy Leahy erhielt im Lauf seiner militärischen Laufbahn unter anderem folgende Auszeichnungen:
- Air Force Distinguished Service Medal
- Defense Superior Service Medal
- Legion of Merit
- Defense Meritorious Service Medal
- Meritorious Service Medal
- Air Medal
- Aerial Achievement Medal
- Joint Service Commendation Medal
- Air Force Commendation Medal
- Air Force Achievement Medal
- Combat Readiness Medal
- National Defense Service Medal
- Armed Forces Expeditionary Medal
- Southwest Asia Service Medal
- Global War on Terrorism Expeditionary Medal
- Global War on Terrorism Service Medal
- Humanitarian Service Medal
- NATO-Medaille
- Kuwait Liberation Medal (Saudi-Arabien)
- Kuwait Liberation Medal (Kuwait)